# Badumna exsiccata
Badumna exsiccata är en spindelart som först beskrevs av Embrik Strand 1913.  Badumna exsiccata ingår i släktet Badumna och familjen Desidae. Inga underarter finns listade.